# Mochida Moriji

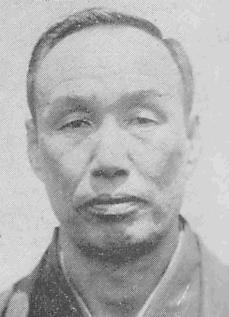
Moriji Mochida um 1934

Mochida Moriji (jap. 持田 盛二; * 26. Januar 1885 in Maebashi; † 9. Februar 1974)  war ein japanischer Kendōka.
Mochida gilt als der bekannteste Kendolehrer des 20. Jahrhunderts und unterrichtete noch im hohen Alter. Im Mai 1927 wurde er Hanshi der  Hokushin Ittō-ryū. Er gewann 1929 das Kendoturnier, das zu Ehren des Shōwa-tennōs stattfand. Seit 1930 war er Lehrer im Noma Dōjō des Kōdansha-Verlags.  Als nach dem Zweiten Weltkrieg das Graduierungssystem verändert wurde, war er 1957 der erste von nur fünf Kendōka, die mit dem 10. Dan Hanshi ausgezeichnet wurden.  Er war Lehrer der Stadtpolizei Tokio, der Kaiserlichen Garde und in der Keiō-Universität und Mitglied des Komitees, das die Dai Nihon Teikoku Kendo Kata formte.
Bekannt ist er auch durch die Filmaufnahmen von 1953. Es wurden die zehn Formen der Kendōkata gezeigt, wie sie vor dem Krieg üblich waren. Sein Partner war Saimura Gorō.  
Ihm wurde am 9. November 1961 vom Premierminister Ikeda Hayato die Kulturmedaille verliehen.